# La Chapelle-Monthodon
La Chapelle-Monthodon era una comuna francesa situada en el departamento de Aisne, de la región de Alta Francia, que el 1 de enero de 2016 pasó a ser una comuna delegada de la comuna nueva de Vallées-en-Champagne al fusionarse con las comunas de Baulne-en-Brie y Saint-Agnan.

## Demografía
| Gráfica de evolución demográfica de La Chapelle-Monthodon entre 1800 y 2014 |
|                                                                             |

Los datos demográficos contemplados en este gráfico de la comuna de La Chapelle-Monthodon se han cogido de 1800 a 1999 de la página francesa EHESS/Cassini, y los demás datos de la página del INSEE.